# Clifton Powell
Clifton Powell (ur. 16 marca 1956 roku) – amerykański aktor. Urodził się w Liberia Yonkers w Nowym Jorku. Poza udziałem w wielu filmach oraz programach telewizyjnych, Powell użyczył także swojego głosu postaci Big Smoke'a w grze Grand Theft Auto: San Andreas. Kilka razy wygrał nagrodę NAACP Awards.

## Filmografia
- House Party (1990)
- Menace II Society (1993)
- Dead Presidents (1995)
- Why Do Fools Fall in Love (1998)
- Godziny szczytu (1998)
- Next Friday (2000)
- The Brothers (2001)
- Bones (2001)
- Banged Out (2002)
- Friday After Next (2002)
- Ray (2004)
- Woman Thou Art Loosed (2004)
- Never Die Alone (2004)
- The Gospel (2005)
- Norbit (2007)
- The Ballad of Walter Holmes (2007)
- Let's Ride (2007)
- Vicious Circle (2007)
- The Rimshop (2007)
- A Talent for Trouble (2007)
- Father of Lies (2007)
- Jazz in the Diamond District (2007)
- American Dream (2007)
- Gangsta Rap: The Glockumentary (2007)
- Show Stoppers (2007)
- Jada (2007)
- In the Shadow of Wings (2008)
- Before I Self Destruct (2009)